# Wjatscheslaw Michailowitsch Molotow

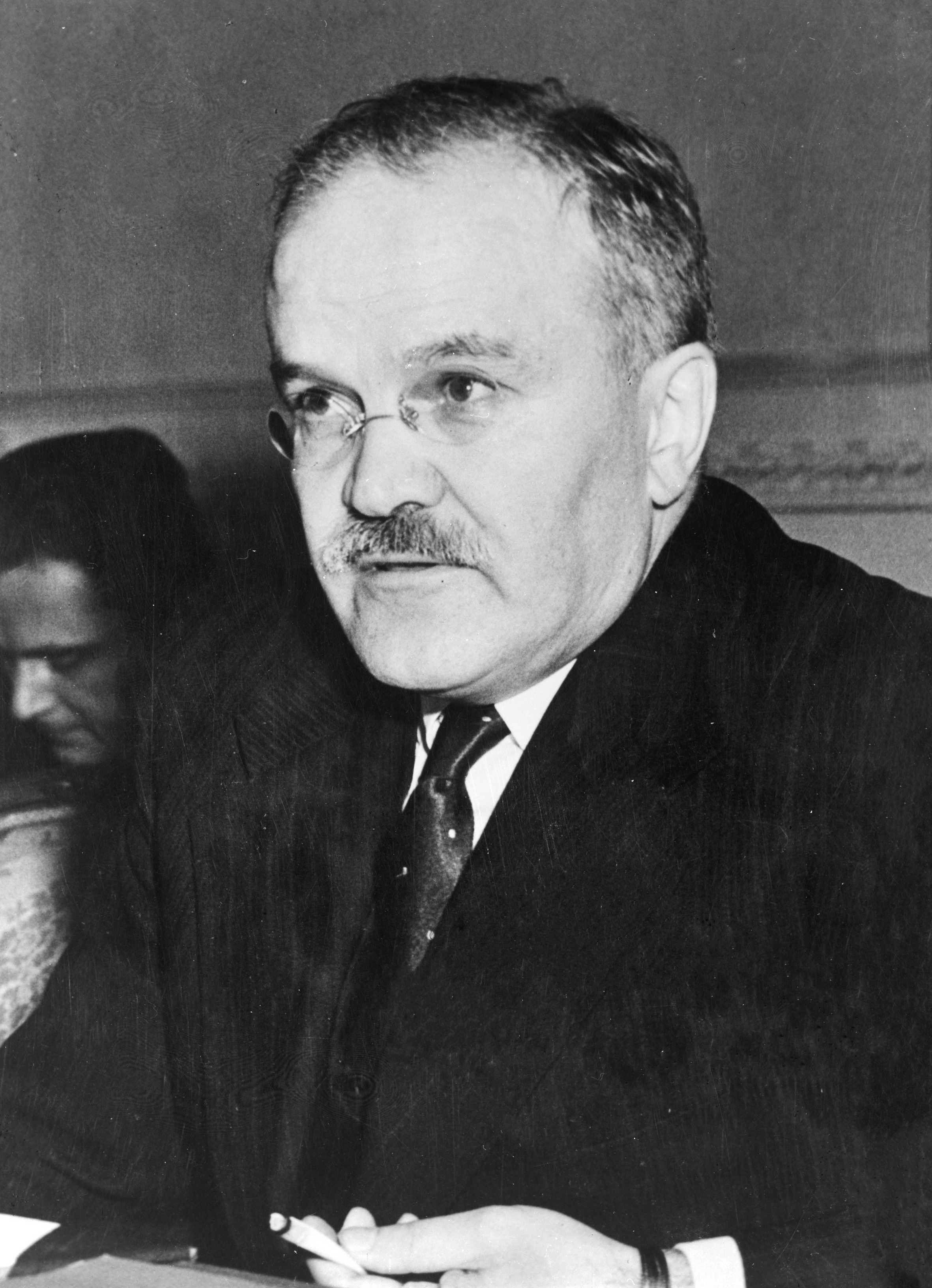
Wjatscheslaw Michailowitsch Molotow (1945)

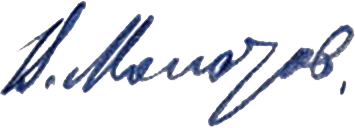
Unterschrift Molotows (1944)

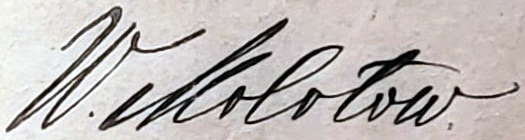
Unterschrift in lateinischen Buchstaben (Geheimes Zusatzprotokoll zum Hitler-Stalin-Pakt 1939)

Wjatscheslaw Michailowitsch Molotow (russisch Вячеслав Михайлович Молотов, wissenschaftliche Transliteration Vjačeslav Michajlovič Molotov; eigentlich Скрябин Skrjabin; * 25. Februarjul. / 9. März 1890greg. in Kukarka; † 8. November 1986 in Moskau) war ein führender Politiker der Sowjetunion und einer der engsten Vertrauten Josef Stalins.
Von 1930 bis 1941 war Molotow als Vorsitzender des Rates der Volkskommissare Regierungschef der Sowjetunion und von 1939 bis 1949 sowie von 1953 bis 1956 deren Außenminister, bis 1946 unter der Bezeichnung Volkskommissar für Auswärtige Angelegenheiten. Als solcher war er im August 1939 maßgeblich am Zustandekommen des Hitler-Stalin-Pakts beteiligt. Gegen Ende der Herrschaft Stalins und erneut 1957 unter dessen Nachfolger Chruschtschow wurde Molotow entmachtet. Die Kommunistische Partei schloss ihn 1962 aus, rehabilitierte ihn jedoch 1984 und nahm ihn wieder auf. Bis zu seinem Lebensende verteidigte Molotow die Regierungspraktiken und Verbrechen des Stalinismus.

## Leben
Wjatscheslaw Michailowitsch Skrjabin wurde in der Kleinstadt Kukarka bei Wjatka im nordöstlichen europäischen Russland 1890 als Sohn eines Verwalters geboren. Nach einer in der Sekundärliteratur zuweilen auftauchenden, jedoch nicht klar belegten Angabe soll er ein Neffe des bekannten Komponisten Alexander Skrjabin gewesen sein, dies gilt jedoch heute als widerlegt. 1921 heiratete er die Politikerin Polina Semjonowna Schemtschuschina, mit der er eine Tochter hatte.

### Aufstieg
Er war bereits seit 1906 – also im Alter von 16 Jahren – Mitglied der Bolschewiki in der Sozialdemokratischen Arbeiterpartei Russlands. Er nahm – wie viele Kommunisten – für seine illegale Arbeit im Russischen Kaiserreich einen Tarnnamen an; in seinem Fall lautete er Molotow, abgeleitet von russisch молот molot („Hammer“).
1909 wurde er erstmals verhaftet und musste zwei Jahre in einem sibirischen Lager verbringen. Ab 1911 studierte er am Polytechnischen Institut in Sankt Petersburg. Er schrieb für die illegale Prawda, die kommunistische Parteizeitung der Bolschewiki, deren Chefredakteur seit 1912 Josef Stalin war. 1913 wurde Molotow erneut verhaftet und nach Irkutsk in Sibirien deportiert. 1915 gelang ihm die Flucht, woraufhin er in die Hauptstadt Petrograd zurückkehrte. Hier wurde er Mitglied im Parteikomitee der Stadt.

### 1917, Jahr der Revolutionen
Als mit der Februarrevolution von 1917 die Zarenherrschaft in Russland beendet wurde, waren nur wenige Bolschewiki frei und in Petrograd aktiv tätig. Molotow leitete in diesen Tagen die Prawda. Die Bolschewiki hatten in Russland nur etwa 20.000 Mitglieder, die unter der Anleitung eines kleinen Büros des Zentralkomitees in Petrograd arbeiteten und von den Arbeitern Schjapnikow und Saluzki sowie dem Studenten Molotow geführt wurden. Molotow forderte in einem Manifest die Schaffung einer provisorischen revolutionären Regierung.
Im März 1917 übernahmen die Haftentlassenen Lew Kamenew, Josef Stalin und Matwei Muranow sowie Jakow Swerdlow die Parteiführung. Der junge Molotow ordnete sich diesen erfahrenen Revolutionsführern unter. Er war wieder Redakteur der nun von Kamenew und Stalin geleiteten Parteizeitung Prawda und wurde nach und nach zum engsten Mitarbeiter Stalins.
Stalin und Kamenew revidierten die von Molotow in der Prawda vertretene Linie einer sofortigen Machtübernahme durch die Sowjets und die Bolschewiki. Erst mit der Rückkehr von Wladimir Iljitsch Lenin setzte dieser die Linie der sofortigen Machtergreifung durch eine Revolution im neu eingerichteten Politbüro durch. Molotow schrieb:

„Mit Lenins Ankunft in Russland fühlte unsere Partei festen Boden unter ihren Füßen […] Vor diesem Augenblick suchte die Partei tastend ihren Weg, schwächlich und unentschieden […] Es fehlte der Partei an der Klarheit und Entschlossenheit.“

Molotow wurde nun Mitglied des Petrograder Sowjets. Unter der Führung von Lenin und Trotzki wirkte er – der noch kein Mitglied des Politbüros war – bei der Vorbereitung der Oktoberrevolution aktiv mit.
Von 1920 bis 1921 war er als Nachfolger von Stanislaw Kossior Erster Sekretär (Vorsitzender) der Kommunistischen Partei der Ukraine.

### Im Zentrum der Macht
Auf dem X. Parteitag der KP Russlands (Bolschewiki) von 1921 verloren die Trotzki-Anhänger (unter anderem Krestinski) ihre Ämter als Parteisekretäre, und die Stalin-Anhänger Molotow, Jaroslawski sowie Michailow wurden vom 16. März 1921 bis zum 27. März 1922 Sekretäre des Sekretariats des Zentralkomitees (ZK) der Partei. Molotow wurde in dieser Zeit als „verantwortlicher Sekretär“ bezeichnet. Das Sekretariat des ZKs und das Organisationsbüro der Partei wurde seit 1921 vom Politbüromitglied Stalin als „Erster Sekretär“ und seit April 1922 als Generalsekretär geführt. Von 1921 bis zum 21. Dezember 1930 blieb Molotow Sekretär des ZK.
Am 1. Januar 1926 stieg er schließlich mit Stalins Hilfe in das höchste politische Gremium der Sowjetunion auf – er wurde Vollmitglied im Politbüro und blieb dies bis zum 29. Juni 1957. Somit konnte er sich 31 Jahre in diesem Machtzentrum halten.

### Stalins Aufstieg

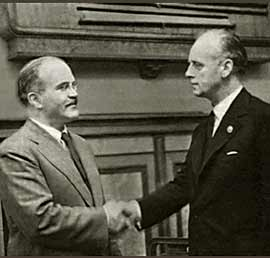
Molotow mit Ribbentrop anlässlich der Unterzeichnung des deutsch-sowjetischen Nichtangriffspakts im August 1939 in Moskau

1926 bestand das Politbüro aus den Vollmitgliedern Josef Stalin, Leo Trotzki, Grigori Sinowjew, Nikolai Bucharin, Michail Tomski und Alexei Rykow. Es gelang Stalin auf dem XIV. Parteitag, das Politbüro durch die Aufnahme seiner Gefolgsleute Molotow, Michail Kalinin und Kliment Woroschilow zu seinen Gunsten zu erweitern. Durch verschiedene Koalitionen im Politbüro wurden zunächst 1926 Sinowjew und Trotzki (also die „Linken“), 1929 bzw. 1930 dann Bucharin, Tomski und Rykow (also die „Rechten“) aus den Machtzentren der Partei durch die Stalinisten entfernt. Sie alle wurden auf Stalins Befehl zwischen 1938 und 1940 hingerichtet; Tomski kam seiner Ermordung durch Selbstmord zuvor.
Als enger Vertrauter Stalins erwies Molotow sich Anfang der 1930er Jahre als einer der führenden Antreiber der Entkulakisierung und gehörte unter Stalin zum mächtigsten Herrschaftszirkel der Sowjetunion, zu dem neben ihm Kirow († 1934), Woroschilow, Grigori Ordschonikidse († 1937), Lasar Kaganowitsch, Walerian Kuibyschew († 1935) sowie auch Kalinin gezählt werden. In dieser Zeit war Molotow nach Stalin die unbestrittene Nummer zwei in der Sowjethierarchie. Aus der deutschen Delegation, die 1939 wegen des Nichtangriffspaktes verhandelte, wird berichtet: „Allein Molotow sprach mit seinem Chef (Stalin) wie unter seinesgleichen.“
Der nach außen stets korrekt wirkende Molotow war nicht nur Stalin absolut ergeben, sondern auch ein kaltblütiger Machtvollstrecker, der die Massenexekutionen der Zeit der Stalinschen Säuberungen und der Moskauer Prozesse befürwortete. So trägt beispielsweise das Sitzungsprotokoll des Politbüros vom 5. März 1940, das den Beschluss zur Erschießung der polnischen Offiziere beim Massaker von Katyn beinhaltet, auch seine Unterschrift.

### Regierungsarbeit

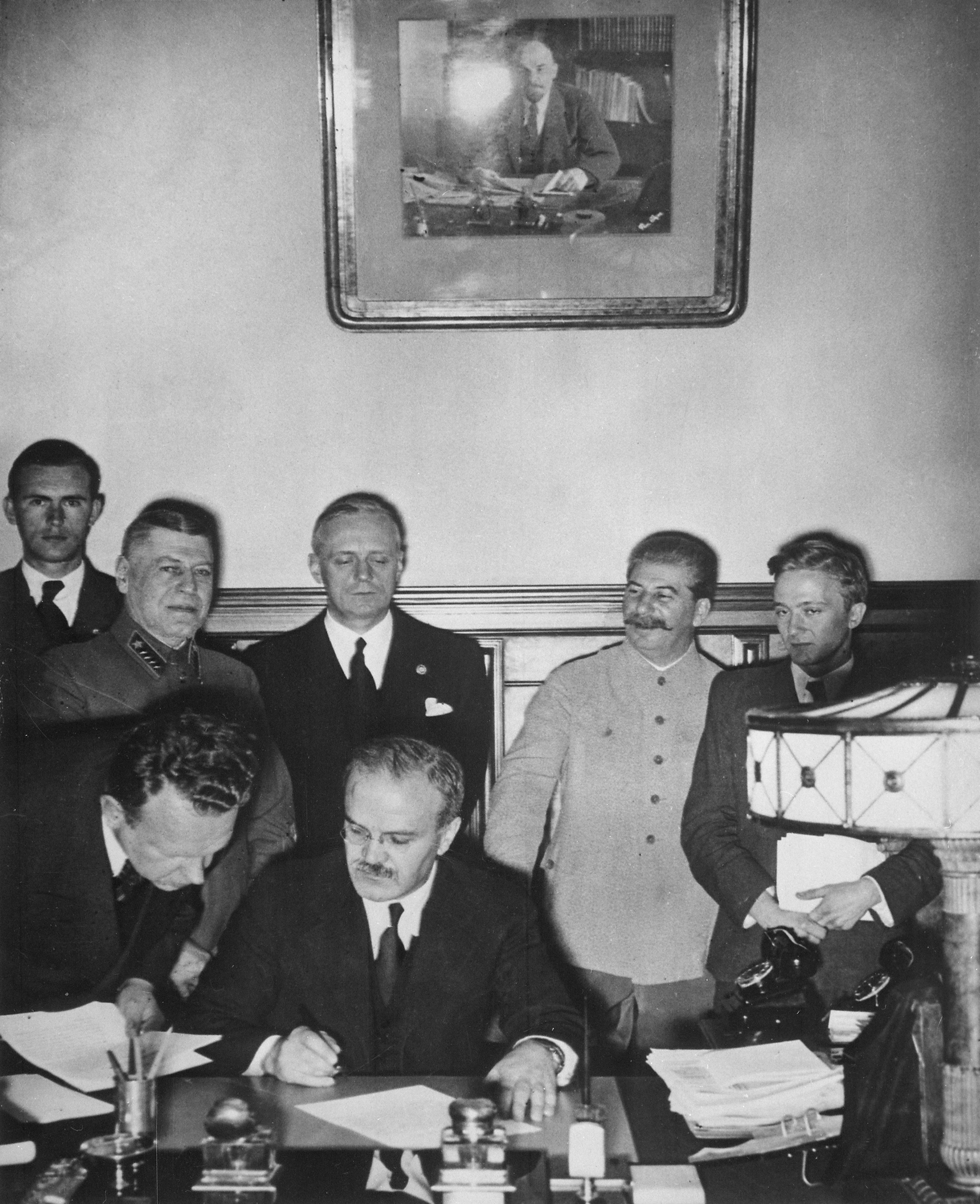
Am 28. September 1939 unterzeichnet Molotow im Kreml den Deutsch-Sowjetischen Grenz- und Freundschaftsvertrag.
Im Hintergrund: Ribbentrop und Stalin.

Vom 19. Dezember 1930 bis zum 7. Mai 1941 war Molotow Vorsitzender des Rates der Volkskommissare (Ministerpräsident). Er löste in diesem Amt den geächteten Rykow ab. Nach 1941 übernahm Stalin selbst dieses Amt, das er bis zu seinem Tod innehatte. Molotow war 1941–1946 sowie 1953–1957 Erster Stellvertretender Vorsitzender des Rates der Volkskommissare (ab 1946 Ministerrat). Er war mitverantwortlich für die Zwangskollektivierung der Landwirtschaft von 1928 bis 1933, die politischen Säuberungen von 1936 bis 1939 sowie die Moskauer Prozesse von 1938 bis 1940.
Nach dem Münchner Abkommen zwischen Großbritannien, Frankreich, Italien und dem Deutschen Reich über die Teilung der Tschechoslowakei suchte 1939 die sich bedroht fühlende UdSSR einen Partner. Um Deutschland einen Wechsel in der Außenpolitik der Sowjetunion zu signalisieren, übernahm Regierungschef Molotow zusätzlich das Amt des Außenministers (Volkskommissar für Auswärtige Angelegenheiten) und löste Maxim Litwinow ab, der jüdischer Abstammung war. Molotow blieb bis 1949 Außenminister und bekleidete nach Andrei Wyschinski dieses Amt erneut von 1953 bis 1956. Die Verhandlungen mit Frankreich und Großbritannien führten zu keinem Abschluss. So konnte – für die Weltöffentlichkeit überraschend – in Anwesenheit von Stalin am 24. August 1939 in Moskau der von Molotow und dem deutschen Reichsaußenminister Joachim von Ribbentrop ausgehandelte deutsch-sowjetische Nichtangriffspakt (Hitler-Stalin-Pakt) unterzeichnet werden. Acht Tage später löste Deutschland mit dem Überfall auf Polen den Zweiten Weltkrieg aus.

### Zweiter Weltkrieg
Am 27./28. September 1939 handelten Molotow und von Ribbentrop in Moskau ergänzend zum Nichtangriffspakt einen „Grenz- und Freundschaftsvertrag“ zwischen der Sowjetunion und Deutschland aus. Diesem folgten streng geheime Zusätze (beispielsweise über die Annexion der Baltenstaaten), die erst 30 bis 50 Jahre später im Wortlaut bekannt wurden.

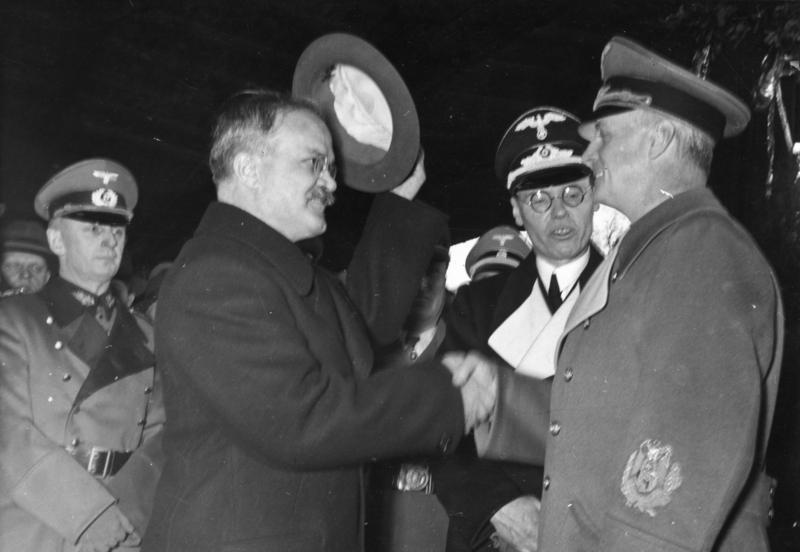
Molotow wird vom Reichsaußenminister von Ribbentrop (rechts) verabschiedet, Berlin, 14. November 1940

Vom 12. bis 14. November 1940 weilte Molotow in Berlin da Deutschland der Sowjetunion ein Angebot unterbreitet hatte, Mitglied eines Dreimächtepaktes zu werden und ein neues Geheimabkommen miteinander abzuschließen. In Berlin traf er Außenminister Joachim von Ribbentrop und Reichskanzler Adolf Hitler. Dieser hatte bei ihrem ersten Treffen seinen Plan zur Neuaufteilung der Welt unterbreitet, an der sich die Sowjetunion, so sein Vorschlag, beteiligen sollte. Dabei sollten die Interessensphären so aufgeteilt werden, dass Italien den afrikanischen Raum, Deutschland Europa und die UdSSR die asiatische Sphäre in Besitz nehmen sollte. Die Hinterhältigkeit des dabei von Deutschland verfolgten Zieles durchschaute Molotow jedoch. Sie bestand darin, die Sowjetunion aus Europa hinauszudrängen, sie in einen Konflikt mit England, dessen Kolonien sich dort befanden, hinein zu manövrieren. Bei ihrem zweiten Treffen stritten beide Verhandlungspartner über dreieinhalb Stunden zu Details ihrer früheren Vereinbarungen, und Molotow konnte Hitler in der Finnlandfrage der Lüge überführen. Mit Verweis auf einen Bombenalarm brach dieser daraufhin das Gespräch ab. Somit blieben die Verhandlungen ergebnislos. Ein halbes Jahr später unterzeichnete Molotow den Neutralitätspakt mit Japan.
Im Mai 1941 übernahm Stalin von Molotow den Vorsitz im Rat der Volkskommissare, den dieser seit 1930 innegehabt hatte.
Einige Stunden nach dem deutschen Überfall auf die Sowjetunion vom 22. Juni 1941 bezeichnete Molotow diesen in einer Rundfunkansprache als unprovozierten Aggressionsakt und erklärte, dass die Sowjetunion bis zum Sieg kämpfen werde. Stalin war – in Erkenntnis seiner falschen politischen Einschätzungen – zu dieser Zeit nicht bereit, selbst eine Erklärung gegenüber dem Sowjetvolk abzugeben.
Vom 19. Oktober bis zum 1. November 1943 war Molotow Gastgeber der Moskauer Konferenz, an der die Außenminister Cordell Hull für die USA sowie Anthony Eden für Großbritannien teilnahmen. Die Außenminister koordinierten die weitere Zusammenarbeit, vereinbarten den Eintritt der UdSSR in den Krieg gegen Japan und legten die Grundlagen ihrer europäischen und weltpolitischen Kooperation nach Kriegsende fest.
Im Oktober 1944 trafen sich Stalin und Churchill sowie die Außenminister Molotow und Eden zu einer weiteren Moskauer Konferenz, um über die Zukunft der Länder Ost- und Südosteuropas zu beraten.
Molotow nahm auch an den wichtigen Konferenzen von Teheran (1943) Jalta (1945) und Potsdam (1945) teil.

### Nach dem Krieg

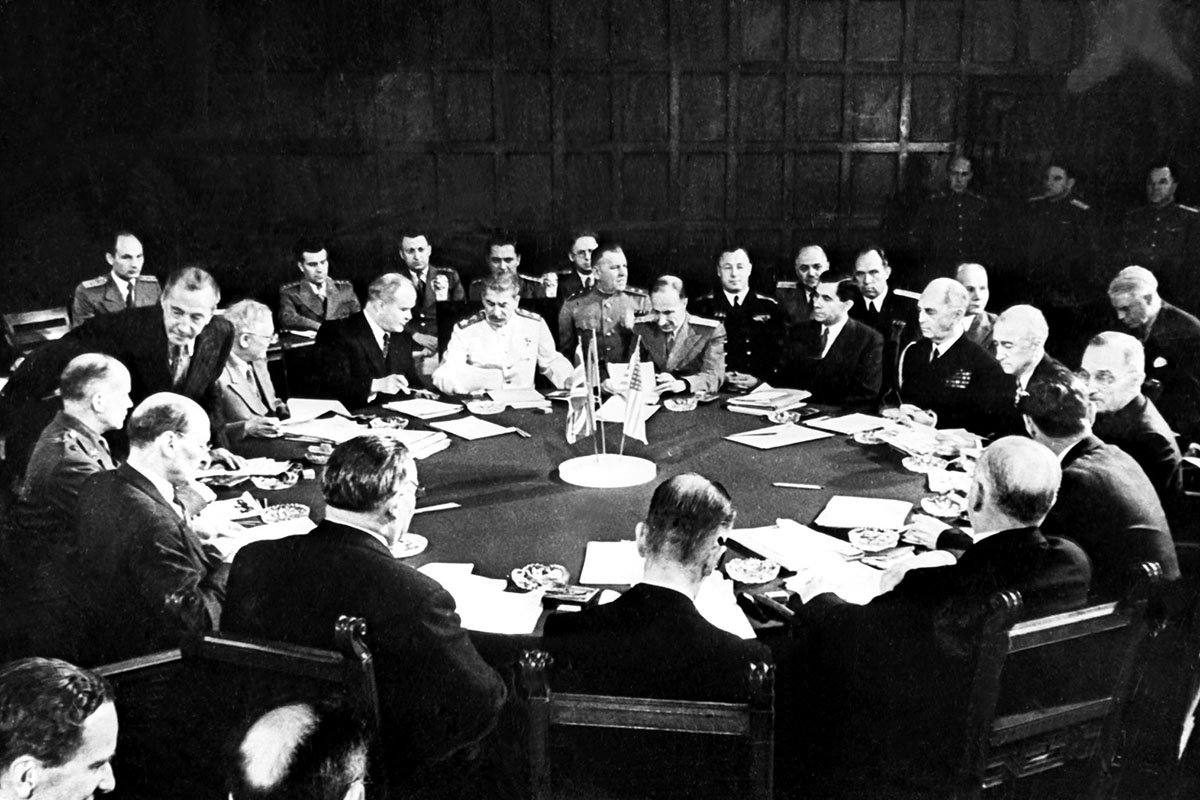
Potsdamer Konferenz, am Konferenztisch sitzen unter anderem Clement Attlee, Ernest Bevin, Molotow, Josef Stalin, William Daniel Leahy, James F. Byrnes und Harry S. Truman.

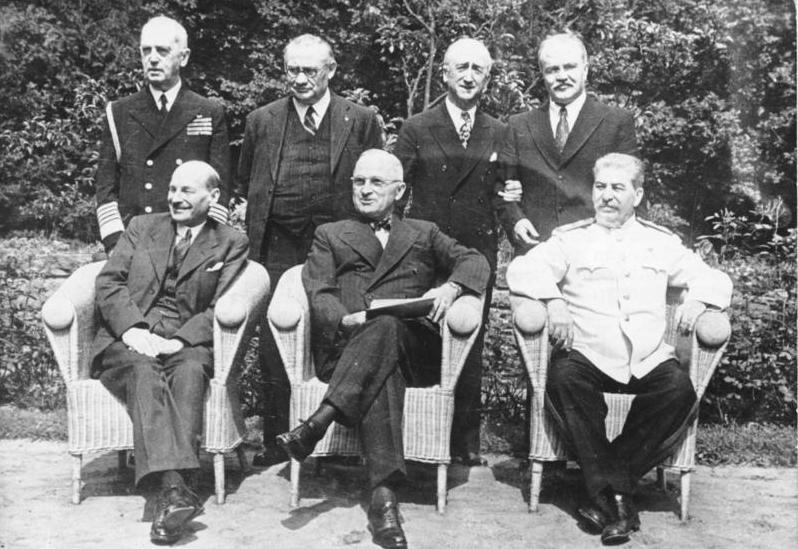
Gruppenbild mit (von links) Clement Attlee, Harry S. Truman, Josef Stalin in Korbsesseln sitzend; stehend dahinter: William Daniel Leahy, Ernest Bevin, James F. Byrnes und Molotow.

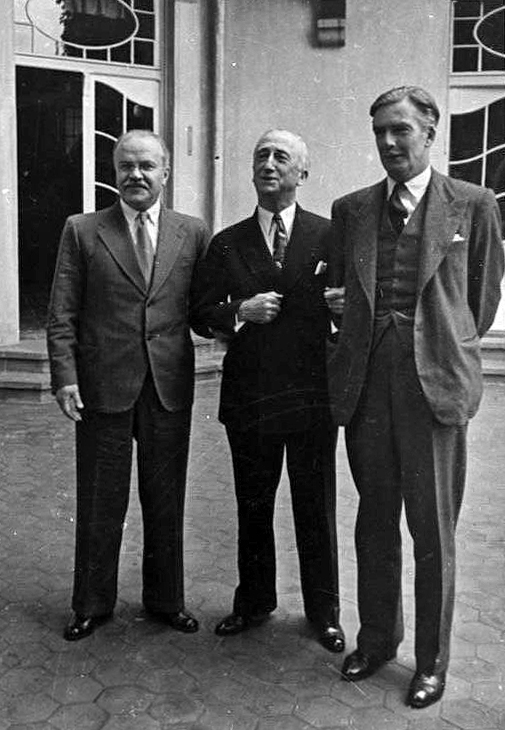
Die Außenminister der drei Großmächte: Molotow, James F. Byrnes und Anthony Eden während einer Tagungspause, Juli 1945.

Von 1945 bis 1947 nahm Molotow an allen acht Außenministerratskonferenzen der Siegerstaaten des Zweiten Weltkriegs teil. Er zeichnete sich insgesamt durch eine unkooperative Haltung gegenüber den Westmächten aus.

### Machtverlust unter Stalin
Ab Ende 1948 richtete sich Stalins Misstrauen gegen eine Reihe jüdischer Intellektueller und Politgrößen in der UdSSR, die als „wurzellose Kosmopoliten“ verfolgt wurden. Als die israelische Botschafterin Golda Meir die Moskauer Synagoge zum jüdischen Neujahrstag besuchte, soll auch Molotows jüdische Frau Polina Schemtschuschina anwesend gewesen sein. Am 7. November 1948, dem Jahrestag der Oktoberrevolution, forderte diese Golda Meir in Jiddisch auf, weiterhin die Synagoge zu besuchen. Für Stalin, der nach 1945 mit antisemitischen Kampagnen liebäugelte, weil er den sowjetischen Juden Loyalität mit Israel unterstellte, war dieses ein schwerer Affront. Er nahm das zum Anlass, das Jüdische Antifaschistische Komitee in der Sowjetunion am 20. November 1948 aufzulösen und den vom Politbüromitglied Malenkow und NKGB-Chef Abakumow organisierten antisemitischen Terror zu verstärken. Polina wurde verhaftet, aus der Partei ausgeschlossen und für fünf Jahre in das zentralasiatische Kustanai verbannt. Nach einigen Quellen hielt Molotow sie bald für tot.
Molotow nahm an der Abstimmung über die Verurteilung seiner Ehefrau nicht teil. Wenig später zeigt er sich aber reumütig und distanzierte sich von Polina: Er bedauerte, sie nicht davon abgehalten zu haben, „Fehler zu machen und Verbindungen zu antisowjetischen jüdischen Nationalisten wie Michoels zu knüpfen“. Weil beide Eheleute Stalin außerordentlich bewunderten, soll ihm nicht einmal Polina ihre Verbannung übelgenommen haben – so jedenfalls Äußerungen von Stalins Tochter Swetlana. Polina starb 1970 in Moskau.
Der in Ungnade gefallene Molotow wurde am 5. März 1949 als Volkskommissar des Äußeren entlassen. Sein Nachfolger war von 1949 bis 1953 Andrei Wyschinski. Zeitgleich wurde auch der Volkskommissar für den Handel Anastas Mikojan aus anderen Gründen entlassen. Beide blieben aber Mitglieder des mächtigen Politbüros sowie stellvertretende Vorsitzende des Rates der Volkskommissare.
Molotows Verhältnis zu Stalin kühlte sich nach 1951 weiter ab. Trotzdem wurde der XIX. Parteitag der KPdSU am 5. Oktober 1952 von Molotow eröffnet. Stalin hingegen wollte 1952 die Parteiführung erheblich verjüngen. Er kritisierte deshalb: „Wenn wir hier schon über die Einheit reden, kann ich nicht umhin, das unrühmliche Verhalten einiger altgedienter Politiker zu tadeln. Ich meine die Genossen Molotow und Mikojan […] Molotow steht loyal zu unserer Sache, aber […]“, danach kritisierte er Molotow unter anderem wegen seiner Frau Polina und seines – von Stalin nur behaupteten – positiven Verhältnisses zu den Juden. Im neuen, erheblich erweiterten 25-köpfigen Präsidium (später wieder Politbüro) der Partei erhielt Molotow dennoch bei den Wahlen nach Stalin den zweiten Platz noch vor Malenkow, Woroschilow und Beria.
Ab August 1952 wurde Molotow jedoch nicht mehr zu den Sitzungen des Politbüros eingeladen. Er und Mikojan schwebten in großer Gefahr, so dass letzterer später formulierte: „Jetzt zeichnete sich ab […], dass Stalin mit uns Schluss machen wollte, und das bedeutete nicht nur die politische, sondern auch die physische Vernichtung.“ Der engere Führungskreis umfasste neben Stalin nur noch Malenkow, Beria, Chruschtschow und Bulganin. Nach einigen Berichten war Molotows Todesurteil bereits formuliert, als Stalin erkrankte. Trotzdem war ein betroffener und trauernder Molotow vom 3. bis zum 5. März 1953 an Stalins Sterbebett.

### Nach Stalins Tod
Nach Stalins Tod war Molotow wieder im engeren Führungszirkel von Partei und Staat mit folgenden Politikern: Chruschtschow als Erster Sekretär des ZK der KPdSU, Malenkow als Vorsitzender des Ministerrates, Beria als Innenminister, Molotow wieder als Außenminister und Erster Stellvertretender Vorsitzender des Ministerrats, Woroschilow als Vorsitzender des Präsidiums des Obersten Sowjets, Bulganin als Verteidigungsminister, Kaganowitsch als Erster Stellvertretender Vorsitzender des Ministerrates und Mikojan erneut als Handelsminister. Molotow unterstützte Chruschtschow, als dieser im Juni 1953 Beria entmachtete. Dem nunmehr zehnköpfigen Parteipräsidium gehörten noch Saburow und Perwuchin als Minister an.
Von 1953 bis zum 21. November 1956 war Molotow Außenminister. In dieser Funktion unterzeichnete er am 15. Mai 1955 in Wien im Belvedere den Österreichischen Staatsvertrag. Sein Nachfolger nach dem XX. Parteitag der KPdSU wurde der von Chruschtschow geförderte ZK-Sekretär Dmitri Schepilow. Vom 21. November 1956 bis zum 4. Juli 1957 war er Minister für Staatskontrolle – ein Amt, das danach durch einen Ausschuss ersetzt wurde.
Nach dem XX. Parteitag der KPdSU von 1956 versuchte im Juni 1957 eine Mehrheit im elfköpfigen Politbüro, bestehend aus Malenkow, Molotow, Kaganowitsch, Saburow, Perwuchin, Bulganin und Woroschilow, erfolglos, Chruschtschow als Ersten Sekretär zu stürzen. Sie wollten die Politik der drastischen Entstalinisierung nicht mittragen. Das von Chruschtschow, der sich auf die Loyalität der Armeeführung verlassen konnte, eiligst einberufene Zentralkomitee wählte Malenkow, Molotow, Kaganowitsch und Saburow ab und degradierte Perwuchin. Molotow verlor seine Führungsämter. Von 1957 bis 1960 war er nur noch Botschafter in der Mongolischen Volksrepublik und vertrat von 1960 bis 1962 die UdSSR bei der Internationalen Atomenergieorganisation. 1962 wurde Molotow dann sogar aus der KPdSU ausgeschlossen.
Im Dezember 1970 rechtfertigte der 80-jährige Molotow in einem Interview den Großen Terror, bei dem er selbst als Täter führend beteiligt gewesen war:

„1937 war notwendig […] Überreste der Feinde verschiedenster Richtungen existierten, und sie hätten sich angesichts der drohenden faschistischen Gefahr vereinigen können […] Wir verdanken dem Jahr 1937, dass es bei uns während des Krieges keine fünfte Kolonne gab.“

Molotow rechtfertigte ebenfalls die umfangreichen Deportationen ethnischer Minderheiten, die die politische Führung der Sowjetunion noch in den Kriegsjahren ins Werk setzte, um angeblich feindliche Ethnien, insgesamt mehr als drei Millionen Menschen, zu bestrafen:

„Während des Krieges erhielten wir Kenntnisse von massenhaftem Verrat. Bataillone von Kaukasiern standen gegen uns an der Front, sie waren in unserem Rücken. Es ging um Leben und Tod, da konnte man nicht wählerisch sein. Natürlich sind auch Unschuldige betroffen gewesen. Aber ich denke, daß das damals richtig gemacht worden ist.“

Von 1946 bis 1959 war er Ehrenmitglied der Akademie der Wissenschaften der UdSSR.
1984 wurde er unter Generalsekretär Konstantin Tschernenko rehabilitiert und wieder in die KP aufgenommen.
Molotow wurde auf dem Moskauer Nowodewitschi-Friedhof in einer Grabstätte seiner Familie bestattet.

## Beurteilung der Zeitgenossen
Im Winterkrieg benannten die Finnen eine improvisierte Brandwaffe nach ihm – den Molotowcocktail.
Lenin gab Molotow den Spitznamen „Eisenarsch“ (железная жопа schelesnaja schopa).
Winston Churchill schrieb 1948 in seinem Buch Der Zweite Weltkrieg:

„Molotow hat sein ganzes Leben lang immer inmitten von Katastrophen und Trümmern gestanden, sei es, dass sie ihn selbst bedroht hatten oder dass er andere dazu verurteilte. Zweifellos hatte die Sowjetmaschine in Molotow einen fähigen und in mancher Hinsicht charakteristischen Vertreter gefunden – er war immer das treue Parteimitglied und der kommunistische Jünger […] Was seine Führung der auswärtigen Politik betrifft, würden ihn Mazarin, Talleyrand und Metternich als einen der ihrigen willkommen heißen […]“